# Cherny József
Cherny József (Szakolca, 1812. január 28. – Budapest, 1886. augusztus 12.) jogász, egyetemi tanár, bencés szerzetes.

## Élete
Jómódú polgári szülőktől származott; szülővárosában a gimnázium négy osztályát, az 5. és 6. osztályt Esztergomban járta; 1828-ban a Benedek rendbe lépett Pannonhalmán, ahol a növendékévet és a bölcseleti osztályokat végezte. Néhány évvel ezután a rendből kilépett és a győri jogakadémia hallgatója lett; ezt elvégezve, Pestre ment ügyvédi gyakorlatra; itt nyert ügyvédi s jogtudori oklevelet. Ezután több évig előkelő családoknál nevelősködött. 
Időközben Szentes városa jegyzőjévé választotta meg; később ezen hivatalát a temesvári kerületi táblánál referensi állással cserélte föl. Három évi szolgálata után a temesvári püspöki líceumhoz az egyházjog rendes tanárának hívták meg. Miután a lyceumot 1848-ban feloszlatták, Kassán mint gyakorló ügyvéd telepedett le; 1860-ban az ottani jogi akadémiához nevezték ki tanárnak; 1861. december 7. a pozsonyihoz helyezték át, ahol a római és egyházi jogot tanította és az államvizsgálati bizottság tagja volt. 
1863. szeptember 14. a budapesti egyetemhez nevezték ki tanárrá az egyházjog és hűbérjog, később a római jog előadására. 1867–1870-ig a jogi kar dékánja volt.

## Munkái
- Beszéd, melyet 1867-ben a m. tud. egyetem jogi és államtudom. kara megalapításának kétszázados évnapján tartott. Buda, 1867
- Emlékbeszéd néhai Vizkelety Ferencz volt egyetemi rendes jogtanár felett 1876. máj. 10. Bpest, 1876 (Egyetemi beszédek 1875–76. II.)